# Amatitán
Amatitán est une ville et une municipalité de l'État de Jalisco au Mexique.
La municipalité a 15 344 habitants en 2015.

## Situation
La municipalité est située autour de 1 260 m d'altitude à 50 km au nord-est du centre de Guadalajara.
|                      | Tequila    |           |
| Tequila              | Amatitán   | Zapopan   |
| Ahualulco de Mercado | Teuchitlán | El Arenal |

## Climat et écologie
La flore comprend des arbres fruitiers et des arbustes (goyave, avocat, mangue, prunier, citronnier, agave, pitaya, figuier de Barbarie, huizache, faux mimosa et tamarin d'Inde notamment) ainsi que 2 000 ha de forêts de pins et de chênes entre autres arbres, tandis que 7 021 ha sont consacrés à l'élevage et 8 223 ha à l'agriculture. La culture de l'agave bleu alimente une importante production industrielle de tequila.
La faune comprend des animaux sauvages comme le coyote, le renard, le lynx roux, le tlacuache, le tatou, le blaireau, la mouffette, l'écureuil, le lapin, le cerf et divers reptiles.
Le barrage Santa Rosa sur le río Grande de Santiago au nord de la municipalité est équipé d'une usine hydroélectrique et constitue la plus importante réserve d'eau de la municipalité.
Quant aux ressources minérales, la municipalité dispose de gisements de minerai de fer (non exploités).
La température moyenne annuelle est de 26,1 °C.
Les vents dominants viennent de l'ouest.
Les précipitations annuelles moyennes approchent 952 mm.
Il pleut principalement en juin et juillet.
Il y a 5 jours de gel par an en moyenne.

## Démographie
En 2010, la  municipalité compte 14 648 habitants pour une superficie de 207,44 km2, dont 75% de population urbaine. Elle comprend 32 localités dont la plus importante est le chef-lieu Amatitán (11 006 habitants) suivie par Santiaguito, Chome, Villa de Cuerámbaro et Tepetates avec 1 321, 474, 244 et 238 habitants respectivement.
Au recensement de 2015, la population de la municipalité passe à 15 344 habitants.

## Points d'intérêt
On peut citer
- plusieurs croix monumentales en pierre : la plus grande fait 11 m et domine le cerro de Amatitán à environ 2 200 m d'altitude au sud de la municipalité ;
- l'architecture urbaine : plusieurs bâtiments de style colonial à façade néoclassique, l'église de l'Immaculée Conception de style néoclassique, bâtie vers 1800-1850, et le siège de la société « Tequila Herradura », de style colonial, construit en 1870 ;
- les paysages naturels de collines et de canyons : le canyon le plus profond descend à 700 m d'altitude au nord de la municipalité ;
- le barrage Santa Rosa sur le río Grande de Santiago.

## Jumelage
- Bollullos de la Mitación ( Espagne) : Amatitán fait partie des onze municipalités mexicaines avec lesquelles Bollullos a un programme de coopération et d'échanges car elles ont été évangélisées par le franciscain Juan Calero (es) né en 1500 à Bollullos de la Mitación[3].